# Stringi i denti e vai!
Stringi i denti e vai! (Bite the Bullet) è un film d'avventura, ambientato nel West, del 1975.
È il terzo e ultimo film western di Richard Brooks, dopo L'ultima caccia (1956) e I professionisti (1966).

## Trama
Ai primi del novecento, il giornale The Western Press organizza una corsa di resistenza a cavallo di settecento miglia nel Far West. Alla partenza, una decina di partecipanti, tra cui i due amici Sam Clayton e Luke Matthews, ex Rough Riders reduci della guerra ispano-americana, l'ex prostituta Miss Jones, un giovane ambizioso e arrogante, un vecchio e acciaccato cowboy, un gentiluomo britannico amante degli sport e un Messicano afflitto da mal di denti.

## Riprese
Il film è stato girato in Nevada, New Mexico e Colorado.

## Riconoscimenti
Il film ha ricevuto due candidature ai Premi Oscar 1976, per la migliore colonna sonora e il miglior sonoro.

## Critica
Il Dizionario Mereghetti assegna un giudizio positivo di tre stelle su quattro, lodando il «gruppo di attori in stato di grazia» e «un finale commovente nella sua inattualità». Per il Dizionario Morandini «Brooks riesce a imporre le sue qualità di robusto e generoso narratore, in una intelligente metafora della vita».